# Eduard Douša
Eduard Douša (* 31. August 1951 in Prag) ist ein tschechischer Komponist.
Douša studierte bis 1971 Musikwissenschaft an der Karls-Universität in Prag. Er setzte seine Ausbildung in Musiktheorie und Komposition an der Prager Musikakademie bei Jiří Dvořáček, Jiří Laburda, Vladimír Sommer und Václav Dobiáš fort. Er ist Professor am Konservatorium und an der Fakultät für Musikwissenschaft der Karlsuniversität.
Neben Orchesterwerken, Kammermusik und Werken für Soloinstrumente komponierte Douša für den tschechischen Rundfunk Musiken zu mehr als 100 Märchensendungen sowie Mini-Opern und Lieder für Kinder.

## Werke
- Sinfonietta meditativa
- Concertino per tromba
- Concerto per 4 sassofoni
- Melodia gioia per orchestra da camera
- Comeback für Klavier
- Sonata per pianoforte
- Jazz tones für vier Saxophone
- Uno per quattro für Flöte, Oboe, Gitarre und Cello
- Divertimento I. und II. für zwei Klarinetten und Fagott
- String quartet
- Miniatures für Klavier
- Suita postmoderna für Klavier
- Little music for 20 fingers für Klavier zu vier Händen
- Sonatina per clarinetto e pianoforte
- 3 little Suites für Gitarre
- Summer Sonata für Saxophon und Klavier
- Variations on a barock theme für Streicher

## Quelle
- Alliance Publications, Inc. - D - Dousa, Eduard

| Personendaten    | Personendaten           |
| ---------------- | ----------------------- |
| NAME             | Douša, Eduard           |
| KURZBESCHREIBUNG | tschechischer Komponist |
| GEBURTSDATUM     | 31. August 1951         |
| GEBURTSORT       | Prag                    |